# Escadron électronique 51 Aubrac

L'Escadron électronique 51 Aubrac était une unité de guerre électronique de l'Armée de l'air française.

## Historique

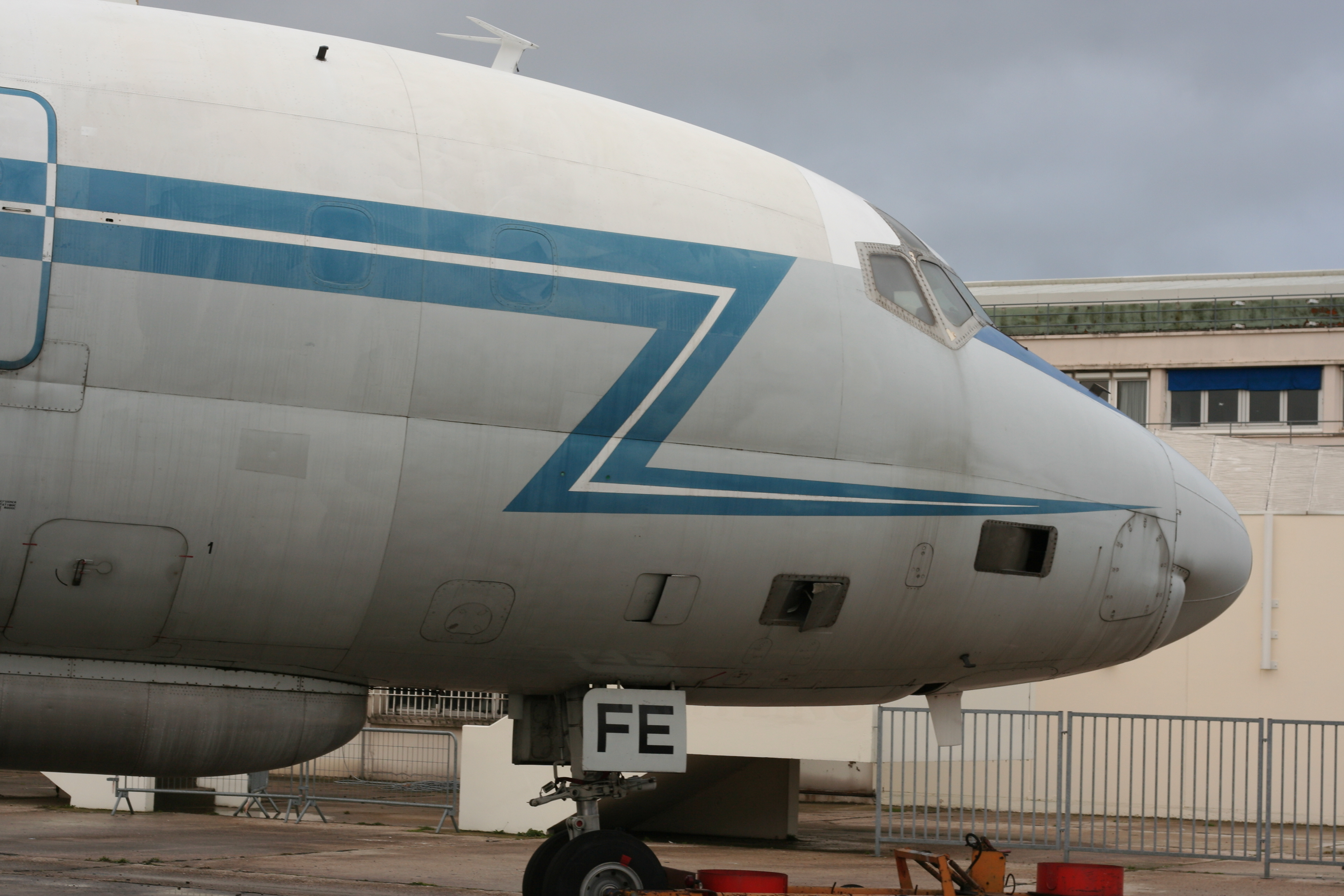
Un des deux DC-8 Sarigue au Musée du Bourget

Il a été équipé d'un Douglas DC-8 Sarigue (système aéroporté de recueil d'informations de guerre électronique) et photographique. Deux avions ont été convertis à ce standard.

## Bases
- Base aérienne 217 Brétigny-sur-Orge : du 1er avril 1976 au 12 décembre 1977
- Base aérienne 105 Évreux-Fauville : du 12 décembre 1977 au 1er septembre 2004

## Appareils
- Douglas DC-8 Sarigue

## Sources
- Traditions EE51 Aubrac.